# Восстановление Фив при Кассандре
Восстановление Фив при Кассандре — восстановление по инициативе македонского правителя Кассандра древнегреческого города Фив в конце IV века до н. э.
В 336 году до н. э. Фивы после их захвата армией Александа Македонского были по решению других беотийских городов почти полностью разрушены, а оставшееся в живых население продано в рабство.
По свидетельству Диодора Сицилийского в 316 году до н. э. правитель Македонии Кассандр, вступив в Беотию во время похода против сына Полиперхона Александра, призвал всех уцелевших фиванцев и объявил о восстановлении их полиса. Многие эллины, в том числе из Сицилии и Италии, из сочувствия к печальной судьбе славного города оказали помощь в этом начинании. Так афиняне перестроили большую часть стены, другие греки возвели часть городских зданий, оказывались и денежные пожертвования. Павсаний помимо самой горячей поддержки со стороны афинян отметил и содействие мессенцев и аркадян. По замечанию Дж. Грэйнджера, только остальные беотийцы неодобрительно отнеслись к идее воссоздания Фив.
Как отметил Диодор Сицилийский, своими действиями Кассандр рассчитывал обрести бессмертную славу. По мнению же Павсания, Кассандр так поступил «главным образом из-за ненависти к Александру». Дж. Грейнджер подчеркнул, что повторное основание Фив свидетельствовало об отказе правителя Македонии от политики Филиппа II и его сына. По замечанию К. Королёва, декрет Кассандра оказался превосходным политическим шагом, так как, опираясь на расположенные в центре Греции Фивы, он мог уверенно контролировать территорию от Македонии до Пелопоннеса.